# Demetrio Santaella
Demetrio Santaella (1807–1887) va ser batlle de Ponce, Puerto Rico, del 22 de gener de 1867 al 31 de desembre de 1868.
Mentre actuava com a màxima autoritat civil a Ponce durant la major part de l'any el 1867 i tot l'any el 1868, Santaella va ser titulat com a "corregidor". Com a tal, va actuar com a funcionari administratiu i judicial local al municipi. La posició de corregidor el va obligar a actuar com a representant de la jurisdicció reial sobre la "Vila de Ponce" i el seu terme municipal. Santaella va assumir el lideratge de la ciutat del coronel espanyol Enrique O'Neil i, al final del seu mandat, va lliurar el lideratge al coronel espanyol Elicio Berriz. Santaella va ser batlle de la ciutat durant la revolució espanyola de 1868.